# Vladimir Veremeenko
Vladimir Veremeenko (né le 21 juillet 1984 à Gomel en Biélorussie) est un joueur biélorusse de basket-ball, évoluant au poste d'ailier fort.

## Biographie
Vladimir Veremeenko commence sa carrière à l'Avtodor Saratov. Il rejoint le Dynamo Saint-Pétersbourg en 2004, où il restera deux saisons. Il est sélectionné par les Wizards de Washington au 48e rang de la draft 2006. De 2006 à 2008, il porte le maillot du BC Khimki Moscou. Veremeenko signe un contrat avec UNICS Kazan en août 2008. Il est transféré des Wizards aux Bulls de Chicago le 8 juillet 2010 lors d'un transfert envoyant Kirk Hinrich aux Wizards.
Veremeenko est nommé meilleur joueur du premier match des quarts-de-finale de l'EuroCoupe de basket-ball 2010-2011.
Veremeenko est nommé meilleur joueur de la première journée du Top 16 de l'Euroligue de basket-ball 2011-2012 : il marque 17 points (à 6 sur 7 au tir) et capte 11 rebonds.

## Palmarès
- Championnat d'Allemagne
  - Vainqueur : 2017
- Coupe de Russie
  - Vainqueur : 2008, 2009, 2014
- Coupe d'Allemagne
  - Vainqueur : 2017
- Supercoupe d'Italie
  - Vainqueur : 2015
- FIBA Europe League
  - Vainqueur : 2005
- EuroCoupe
  - Vainqueur : 2011